# Pydna (Ortsgemeinschaft)
Pydna (griechisch Πύδνα [ˈpiðna] (f. sg.)) ist seit 2011 eine Ortsgemeinschaft der Gemeinde Pydna-Kolindros. Sie besteht aus dem Ort Kitros sowie der Küstensiedlung Alyki und ist nach der antiken Hafenstadt Pydna benannt.

## Lage
Die Ortsgemeinschaft Pydna liegt im äußersten Südwesten der Gemeinde Pydna-Kolindros an der Grenze zur Nachbargemeinde Katerini. Sie erstreckt sich über 41,704 km² vom Thermaischen Golf westwärts in die makedonische Küstenebene. Angrenzende Orte sind im Westen Alonia sowie im Norden Sfendami und Makrygialos. Die Ausgrabungsstätte der namensgebenden antiken Hafenstadt Pydna ist etwa 2 km nördlich von Alyki auf dem Gebiet von Makrygialos am Meer gelegen.

## Neuzeit
Die Landgemeinde Pidna (Κοινότητα Πίδνας Kinótita Pídnas) mit dem Verwaltungssitz Kitros wurde 1918 anerkannt und zählte zunächst zur damaligen Präfektur Thessaloniki. Nach der Umbenennung in Pydna (Κοινότητα Πύδνας Kinótita Pýdnas) 1940 kam die Landgemeinde 1949 durch Ausgliederung zur Präfektur Pieria. Mit der Gebietsreform 1997 wurde Pydna zusammen mit drei weiteren Landgemeinden zur damaligen Gemeinde Pydna fusioniert. Seit der Verwaltungsreform 2010 hat Pydna den Status einer Ortsgemeinschaft (Τοπική Κοινότητα Πίδνας Topikí Kinótita Pýdnas) im Gemeindebezirk Pydna der Gemeinde Pydna-Kolindros.
Einwohnerentwicklung von Pydna
| Name   | griechischer Name | 1920  | 1928  | 1940 | 1951 | 1961 | 1971 | 1981 | 1991 | 2001 | 2011 |
| ------ | ----------------- | ----- | ----- | ---- | ---- | ---- | ---- | ---- | ---- | ---- | ---- |
| Kitros | Κίτρος (n. sg.)   | 569   | 1629  | 2140 | 2161 | 2220 | 1983 | 1882 | 1789 | 1506 | 1172 |
| Alyki  | Αλυκή (f. sg.)    | 8 3   | 32    | 54   | 30   | -    | -    | -    | 40   | 50   | 34   |
| Gesamt | Gesamt            | 10371 | 22132 | 2194 | 2191 | 2220 | 1983 | 1882 | 1829 | 1556 | 1206 |

1 einschließlich 456 Bewohner von Korynos

2 einschließlich 522 Bewohner von Bani

3 einschließlich 4 Bewohner von Touzla